# Piotr Płecha
Piotr Płecha (ur. 19 kwietnia 1964 w Kraśniku) – polski muzyk, basista.

## Życiorys
W latach 1983–1986 był członkiem Budki Suflera, nagrywając z nią płyty Czas czekania, czas olśnienia (1984) oraz Giganci tańczą (1986) – przy tym albumie sporą część partii basowych nagrał Romuald Lipko, imitując je syntezatorem. W tym roku zakończył swój udział w działalności zespołu.
Po odejściu z zespołu nie działał na scenie muzycznej aż do 1993 roku, kiedy zaangażował się w działalność w środowisku chrześcijańskim (w nurcie protestantyzmu). Od tego czasu wykonuje wyłącznie muzykę o charakterze chrześcijańskim w kraju i za granicą oraz jest liderem uwielbienia. Jego twórczość jest usytuowana w nurcie CCM (dokładniej: w jego „worshipowej” gałęzi), charakteryzuje ją duże zamiłowanie do improwizacji zarówno w sferze instrumentalnej, jak i wokalnej.
Do roku 2015 był basistą i solistą zespołu TGD (współpracę rozpoczął od nagrania albumu „PS” w 2008 roku).
Tworzy z żoną Agnieszką własną grupę Misja 22:22, która formalnie jest częścią Kościoła Bożego w Chrystusie.
W ramach misji współpracował m.in. z amerykańskim wykonawcą Donem Potterem, organizuje także „Letnie Szkoły Chwały” w Zakościelu.